# Wasan Wongchaiya
Wasan Wongchaiya (thailändisch วสันต์ วงษ์ไชยา, * 12. Juli 1998) ist ein thailändischer Fußballspieler.

## Karriere
Wasan Wongchaiya spielte bis Ende 2019 beim Khon Kaen Mordindang FC. Der Verein aus Khon Kaen, einer Stadt in der Provinz Khon Kaen in der Nordostregion von Thailand, dem Isan, spielte in der vierten Liga, der Thai League 4, in der North–Eastern Region. 2020 nahm ihn der ebenfalls in Khon Kaen beheimatete Zweitligist Khon Kaen FC unter Vertrag. Sein Zweitligadebüt für Khon Kaen gab er am dritten Spieltag (26. Februar 2020) im Heimspiel gegen Nongbua Pitchaya FC. Hier stand er in der Anfangsformation. In der 62. Minute wurde er für Sarawin Saengra ausgewechselt. Das Spiel gewann Nongbua mit 1:0. Für Khon Kaen absolvierte er 2020 drei Zweitligaspiele. Ende 2020 wurde sein Vertrag nicht verlängert. Das Jahr 2021 war Wongchaiya vertrags- und vereinslos. Ende Dezember 2021 schloss er sich dem Air and Coastal Defence Command FC an. Der Verein aus Sattahip spielte in der dritten Liga, der Thai League 3. Hier spielte er mit dem Verein 30-mal in der Eastern Region. Im Sommer 2023 wechselte er in die North/Eastern Region. Hier schloss er sich seinem ehemaligen Verein Khon Kaen FC an. Nach 22 Ligaspielen wurde sein Vertrag im Sommer 2024 nicht verlängert.